# Tim Foli
Tim Foli, né Timothy John Foli le 8 décembre 1950 à Culver City en Californie, est un joueur évoluant au poste d'arrêt-court, puis un instructeur et gérant de baseball. Il a joué dans le baseball majeur pendant 16 saisons, de 1970 à 1985, avec les Mets de New York, les Expos de Montréal, les Giants de San Francisco, les Pirates de Pittsburgh, les Angels de Los Angeles et les Yankees de New York. Il a remporté la Série mondiale avec les Pirates en 1979. Peu reconnu comme un frappeur de puissance, il excellait cependant au chapitre des amortis, et il était réputé comme un joueur difficile à retirer sur des prises. Excellent à la défensive, il a obtenu la meilleure moyenne défensive pour un joueur d'arrêt-court en 1980 et en 1982, et il a été au premier rang de la Ligue nationale à deux reprises pour les double jeux.

## Carrière professionnelle

### Joueur
Tim Foli a été sélectionné par les Mets de New York en première ronde du repêchage amateur de 1968. Après son apprentissage dans les ligues mineures, il a fait ses débuts avec le Mets à l'âge de 19 ans le 11 septembre 1970. Il alternera au deuxième but et au troisième but pendant son séjour avec les Mets.
Tout juste avant le début de la saison 1972, Foli a été échangé aux Expos de Montréal avec Ken Singleton et Mike Jorgensen, en retour du joueur de champ extérieur Rusty Staub, jusque-là la plus grande vedette de la jeune équipe montréalaise. Converti en joueur d'arrêt court, Foli devient l'un des joueurs les plus populaires des Expos pendant son séjour avec la formation.
Échangé par les Expos en 1977 aux Giants de San Francisco en retour de l'arrêt court Chris Speier, Tim Foli aura changé d'uniforme à six reprises pendant les neuf dernières saisons de sa carrière. Après une seule saison avec les Giants, il est revenu avec les Mets avant de passer aux Pirates de Pittsburgh. C'est avec cette équipe qu'il a connu la meilleure saison de sa carrière en 1979, avec une moyenne au bâton de .291 et 65 points produits. Foli a joué ensuite pour les Angels d'Anaheim en 1982 et 1983 et les Yankees de New-York en 1984, avant de retourner avec les Pirates pour sa dernière saison.  

### Instructeur et gérant
Après sa retraite comme joueur, Tim Foli a occupé des postes d'instructeur avec les Rangers du Texas (1986-1987), les Brewers de Milwaukee (1991-1995), les Royals de Kansas City (1996), et les Reds de Cincinnati (2000-2003). En 2005, il a été embauché par les Nationals de Washington pour diriger leur club-école de niveau AAA, les Zephyrs de la Nouvelle-Orléans.

## Statistiques offensives[1]

### Saisons régulières
| Saisons   | Équipes                 | G    | AB   | H    | 2B  | 3B | HR | P   | RBI | BA   |
| --------- | ----------------------- | ---- | ---- | ---- | --- | -- | -- | --- | --- | ---- |
| 1970-1971 | Mets de New York        | 102  | 299  | 69   | 12  | 2  | 0  | 32  | 25  | .231 |
| 1972-1977 | Expos de Montréal       | 710  | 2614 | 642  | 99  | 9  | 11 | 230 | 196 | .246 |
| 1977      | Giants de San Francisco | 104  | 368  | 84   | 17  | 3  | 4  | 30  | 27  | .228 |
| 1978-1979 | Mets de New York        | 116  | 420  | 106  | 21  | 1  | 1  | 37  | 27  | .252 |
| 1979-1981 | Pirates de Pittsburgh   | 346  | 1336 | 362  | 57  | 3  | 4  | 163 | 123 | .271 |
| 1982-1983 | Angels de Los Angeles   | 238  | 810  | 204  | 24  | 2  | 5  | 75  | 85  | .252 |
| 1984      | Yankees de New York     | 61   | 163  | 41   | 11  | 0  | 0  | 8   | 16  | .252 |
| 1985      | Pirates de Pittsburgh   | 19   | 37   | 7    | 0   | 0  | 0  | 1   | 2   | 189  |
| TOTAUX    |                         | 1696 | 6047 | 1515 | 241 | 20 | 25 | 576 | 501 | .251 |

### Série mondiale
| Saison | Équipe                | G | AB | H  | 2B | 3B | HR | P | RBI | BA   |
| ------ | --------------------- | - | -- | -- | -- | -- | -- | - | --- | ---- |
| 1979   | Pirates de Pittsburgh | 7 | 30 | 10 | 1  | 1  | 0  | 6 | 3   | .333 |